# Марин Паунов
Марин Александров Паунов е български икономист с интереси и приноси в областите на мениджмънта и човешките ресурси, професор в УНСС, преподава управление на човешките ресурси, организационно поведение, стратегии на бизнеса, корпоративна култура и др. Консултант е и по бизнес администрация.

## Биография
Роден е на 6 май 1961 г. Завършва 114 Английска езикова гимназия в София, а висшето си образование получава в Университета за национално и световно стопанство, където се дипломира през 1985 г. От 1991 г. е доктор по икономика и започва да преподава в същия университет. Бил е декан на бакалавърска степен на обучение в същия университет. 
Автор е на над 80 публикации, в т.ч. 12 книги в областите: мениджмънт, организация на труда и управлението, организационно поведение, управление на човешките ресурси, организационна култура, стратегическо управление. Преподавал е бизнес администрация в НБУ. Преподава в УНСС от 1992 г. и е професор в УНСС от 2012 г. и доктор на науките от 2020 г. За първи път въвежда в България лекционни курсове по Oрганизационно поведение, Бизнес стратегии и Kорпоративна култура. Той е специализирал и гостувал в редица университети в Европа, САЩ и Япония, включително и нееднократно в Харвард (Harvard Business School).
Носител на награди и отличия от български и международни организации (Почетен член на European Association of Applied Psychology и др.)